# 鈴木伸之 (1963年生の俳優)
鈴木 伸幸（すずき のぶゆき、1963年7月20日 - ）は、インドネシアで活動する日本の俳優、短編映画監督。多くのインドネシアの映画で日本人役を演じている。以前の名前は鈴木 伸之 (すずき のぶゆき)。